# Ismail Nasiruddin Shah
Ismail Nasiruddin Shah (jawi : إسماعيل ناصر الدين شاه), né le 24 janvier 1907 à Kuala Terengganu (Terengganu) et mort le 20 septembre 1979 dans la même ville, est un homme d'État malaisien, sultan de l'État de Terengganu de 1945 à 1979 et 4e roi de Malaisie (Yang di-Pertuan Agong) de 1965 à 1970.